# Gran Premio de la Ciudad de Imola de Motociclismo
El Gran Premio de la Ciudad de Imola de Motociclismo fue una carrera de motociclismo de velocidad que se celebró entre 1996 y 1999 en el Autodromo Enzo e Dino Ferrari de Imola (Emilia-Romagna) y puntuable para el Campeonato Mundial de Motociclismo.

## Ganadores

### Ganadores Múltiples (Pilotos)
| # Victorias | Piloto          | Victorias | Victorias        |
| # Victorias | Piloto          | Categoría | Años Ganador     |
| ----------- | --------------- | --------- | ---------------- |
| 3           | Mick Doohan     | 500 cc    | 1996, 1997, 1998 |
| 2           | Valentino Rossi | 250 cc    | 1998             |
| 2           | Valentino Rossi | 125 cc    | 1997             |

### Ganadores Múltiples (Constructores)
| # Victorias | Constructor | Victorias | Victorias              |
| # Victorias | Constructor | Categoría | Años ganador           |
| ----------- | ----------- | --------- | ---------------------- |
| 9           | Honda       | 500 cc    | 1996, 1997, 1998, 1999 |
| 9           | Honda       | 250 cc    | 1996, 1997, 1999       |
| 9           | Honda       | 125 cc    | 1998, 1999             |
| 3           | Aprilia     | 250 cc    | 1998                   |
| 3           | Aprilia     | 125 cc    | 1996, 1997             |

### Por año
| Año  | Circuito | 125 cc          | 125 cc      | 250 cc          | 250 cc      | 500 cc        | 500 cc      |
| Año  | Circuito | Piloto          | Constructor | Piloto          | Constructor | Piloto        | Constructor |
| ---- | -------- | --------------- | ----------- | --------------- | ----------- | ------------- | ----------- |
| 1999 | Imola    | Marco Melandri  | Honda       | Loris Capirossi | Honda       | Àlex Crivillé | Honda       |
| 1998 | Imola    | Tomomi Manako   | Honda       | Valentino Rossi | Aprilia     | Mick Doohan   | Honda       |
| 1997 | Imola    | Valentino Rossi | Aprilia     | Max Biaggi      | Honda       | Mick Doohan   | Honda       |
| 1996 | Imola    | Masaki Tokudome | Aprilia     | Ralf Waldmann   | Honda       | Mick Doohan   | Honda       |

- Datos: Q1080415